# 楊懋齡
楊懋齡（?—?），雲南省雲南府昆明縣人，清朝政治人物、同進士出身。
光緒二十年（1894年），参加光緒甲午科殿試，登進士三甲5名。同年五月，以主事分部学习。